# Vernet-les-Bains
Vernet-les-Bains (på Catalansk: Vernet dels Banys) er en by og kommune i departementet Pyrénées-Orientales i Sydfrankrig.
Byen er en gammel kurbadeby, som havde sin storhedstid i det 19. århundrede og starten af det 20. århundrede.

## Geografi
Vernet ligger for foden af bjerget Canigou i Cady-dalen. Byen ligger 6 km syd for Villefranche-de-Conflent. Nærmeste større by er Perpignan (61 km).

## Historie
I 874 nævnes kirken Saint-Saturnin. Den lå på venstre side af floden Cady.
Oprindeligt var herskabet (seigneurie) Vernet greverne af Cerdagnes ejendom og det tilhørende slot lå i Casteil. I 1007 blev det lagt ind under klosteret Saint-Martin du Canigou] (klosteret blev grundlagt mellem 997 og 1000).
Det nuværende slot blev formentligt bygget i det 12. århundrede. Det var omkring slottet, at den nuværende by voksede op samtidig med landsbyen omkring den gamle kirke blev forladt. Herremændene kontrollerede adgangen til dalen og opkrævede ofte penge fra bønder og munke.
I 1710 ødelagde en oversvømmelse den gamle kirke Saint-Saturnin og kirken blev flyttet til sin nuværende lokation.
I det 19. århundrede blev Vernet en velkendt kurby på grund af sine varme kilder. Kraftige regnskyl ødelagde i 1940 størstedelen af installationerne.

## Demografi

### Udvikling i folketal
| 1962                                                              | 1968  | 1975  | 1982  | 1990  | 1999  | 2006  | 2014  | 2017  |
| ----------------------------------------------------------------- | ----- | ----- | ----- | ----- | ----- | ----- | ----- | ----- |
| 1.293                                                             | 1.229 | 1.310 | 1.325 | 1.489 | 1.440 | 1.488 | 1.344 | 1.387 |
| Tal fra og med 1962 er uden dobbelttælling (sans doubles comptes) |       |       |       |       |       |       |       |       |